# Що у Сенька було
«Що у Сенька було» (рос. «Что у Сеньки было») — український радянський художній фільм 1984 року режисера Радомира Василевського.

## Сюжет
У п'ятирічного Сені розчарування: замість обіцяного брата мама з татом привозять з пологового будинку сестричку...

## У ролях
- Альоша Веселов
- Юля Космачова
- Володимир Носик
- Катерина Васильєва
- Надія Бутирцева
- Світлана Харитонова
- Юрій Назаров
- Стефанія Станюта
- Костянтин Степанков
- Олександр Пашутін
- Наталія Наум

## Творча група
- Сценарій: Радій Погодін
- Режисер: Радомир Василевський
- Оператор: Вадим Авлошенко
- Композитор: Євген  Дога